# أباتشي (شركة)
أبابتشي (بالإنجليزية: Apache Corporation) شركة أمريكية تعمل في مجال التنقيب عن النفط ويشمل نطاق عملها عددًا من الدول هي الولايات المتحدة، أستراليا، الأرجنتين، المملكة المتحدة، مصر، كندا.
تخضع الشركة لتشريع ولاية ديلاوير ويقع مقرُّها في مدينة هيوستن الواقعة في ولاية تكساس. وتحتل المركز 411 في فورتشين 500.

## العمليات الجارية
في عام 2017، بلغ معدل إجمالي إنتاج الشركة 457 ألف مكافئ برميل النفط (2,800,000 GJ) في اليوم الواحد، كانت نسبة 51% منها في الولايات المتحدة، ونسبة 36% في مصر، أما نسبة 13% المتبقية فكانت في بحر الشمال.
وبحلول 31 ديسمبر 2017، كانت احتياطات الشركة المؤكدة تقدر بـ1.175 مليار مكافئ برميل النفط (7.19×109 جيغا جول) كانت نسبة 69% منها في الولايات المتحدة ونسبة 20% في مصر ونسبة 11% في بحر الشمال.
توجد احتياطات الشركة الواقعة في الولايات المتحدة جميعها تقريبًا في حوض بيرميان. كما للشركة احتياطات في أوكلاهوما الغربية ومضيق تكساس (Texas Panhandle) وجنوب تكساس.
منذ عام 1994 والشركة تعمل في مناطقَ نائية من الصحراء الليبية في مصر ولم تعكر صفوها أي من الاضطرابات السياسية العديدة التي شهدتها المنطقة.
بدأت الشركة في عام 2003 العمل في بحر الشمال وتركزت معظم أعمالها فيه في حقل النفط فورتيس.
|                  | نسبة الإجمالي                           |                     |                                                         |
| المنطقة          | الاحتياطات المؤكدة بحلول نهاية عام 2019 | الإنتاج في عام 2019 | مناطق العمليات                                          |
| الولايات المتحدة | 68%                                     | 59%                 | حوض بيرميان وأوكلاهوما الغربية ومضيق تكساس وجنوب تكساس. |
| مصر              | 19%                                     | 28%                 | الصحراء الليبية                                         |
| بحر الشمال       | 13%                                     | 13%                 | خط الأنابيب فورتيس                                      |

## تاريخ الشركة

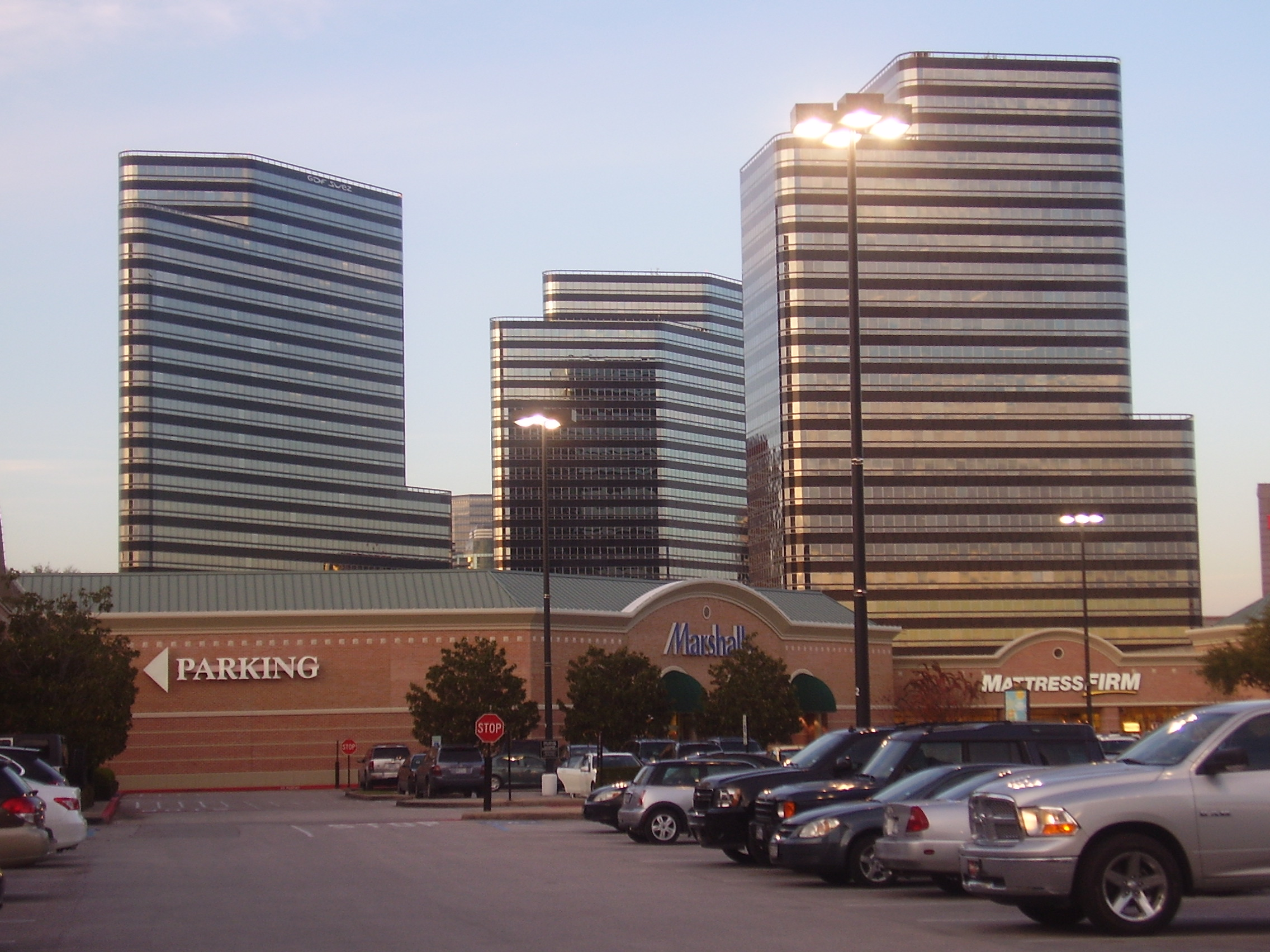
مقر شركة أباتشي الرئيسي الواقع بمدينة هيوستن.

في عام 1954، أُسّست شركة أباتشي في مينيابوليس بولاية مينيسوتا على يد    ترومان أندرسون وتشارلز أرناو وريموند بلانك وذلك بميزانية قدرها 250,000 دولار.
في عام 1955، حفرت الشركة آبارها الأولى وذلك في حقل كوشينغ بين تولسا ومدينة أوكلاهوما.
في عام 1960، اشترت الشركة حصصًا في برج فوشي. ويعتبر المبنى ذو الاثنين وثلاثين طابقًا، والذي يحاكي بناؤه نصب واشنطن، أحدَ المعالم الرئيسية في مدينة مينيابوليس. وقد اتخذته الشركة مقرًّا رئيسيًّا لها من بداية الستينيات حتى 1984.
في عام 1969، أمست الشركة شركة عامة من خلال عرضٍ عامٍّ أولي، وأُدرجت أسهمها في بورصة نيويورك.
في عام 1970، دخلت الشركة مجال الزراعة بشرائها مزرعةَ إس وجي لتربية الماشية الواقعة بولاية كاليفورنيا. وتتخصص المزرعة في إنتاج الحمضيات والتين الشائع والفستق والزيتون اللوز.
في عام 1971، أسّست الشركة شركةَ أباتشي للتنقيب (والتي عُرفت لاحقًا باسم أبيكسيكو؛ Apexco) لتكون شركتها للنفط والغاز.
في  عام 1977، باعت الشركة أبيكسيكو وأراضيها غير المتعلقة بالنفط، بما فيها المزرعة، وأبرمت اتفاقًا مع شركة جي إتش كيه يقضي بعملها على آبار الأخيرة في حوض أناداركو.
في عام 1980، نالت الشركة، من خلال شراكة مع شركة رويال داتش شل، فائدة في العمليات القائمة في خليج المكسيك.
في عام 1981، أسست أباتشي شركة أباتشي للنفط (APC)، وكانت الشراكة الرئيسية المحدودة (MLP) الأولى في الولايات المتحدة.
في عام 1985، اشترت الشركة آبارَ نفط وغاز في ثماني ولايات مختلفة من شكرة ديفيد هولدنز مقابل 200 مليون دولار.
في عام 1986، اشترت الشركة آبار نفط وغاز في خليج المكسيك من شركة أوكسيدانتال بيتروليوم.
في عام 1987، نقلت أباتشي مقرها من مينيابوليس إلى دنفر.
في عام 1991، ضاعفت الشركة احتياطاتها بشرائها أسهمًا من شركة أموكو شملت موقعًا في حوض بيرميان في غرب تكساس وذلك مقابل 515 مليون دولار ومليوني حصة في شركة أباتشي.
في عام 1992، نقلت الشركة مقرها إلى هيوستن في تكساس ووقعت على عقد إيجار لموقع مساحته 220,000 قدمًا مربعًا.
في عام 1993، استحوذت أباتشي على شركة هدسون إنيرجي ريسورسز مقابل 58 مليون دولار موسعةً نطاق أسهمها ليصل أستراليا الغربية.
في عام 1994، بدأت الشركة عملياتها في مصر بشرائها فائدة بنسبة 25% من «كارون كنسيشن» التي تشغلها شركة «فينيكس ريسورس كامبنيز». وبدأ الإنتاج في العام التالي.
في عام 1995، استحوذت أباتشي على شركة «ديكالب إنيرجي كندا» مقابل ما قيمته 285 مليون دولار من الأسهم لتعود بذلك إلى السوق الكندي.
في عام 1995، اشترت الشركة أيضًا 315 حقل نفط وغاز من شركة تكساكو تقع في حوض بيرميان وساحل خليج تكساس-لويزيانا وأوكلاهوما الغربية وشرق تكساس وجبال روكي وخليج المكيسك.
في عام 1996، استحوذت أباتشي على شركة «فينيكس ريسورس» وتولت العمليات في «كارون كنسيشن» بمصر.
في عام 1999، اشترت الشركة حقولًا من شركة رويال داتش شل تقع في خليج المكسيك وذلك مقابل مبلغ قدره 715 مليون دولار بالإضافة إلى مليون حصة أسهم.
في عام 2001، استحوذت أباتشي على أعمال في الصحراء الليبية بمصر من شكرة ربسول مقابل 410 مليون دولار.
في عام 2002، حفرت الشركة لأول مرة آبارًا في مياه عميقة وكان ذلك في «ويست مدترينيان كنسيشن» بمصر.
في عام 2003، استحوذت الشركة على حقل فورتيس للنفط، وهو أكبر حقل يُكتشف في بحر الشمال في المملكة المتحدة كما اشترت أصولًا في خليج المكسيك من شركة بي بي مقابل 1.3 مليار دولار.
في مايو 2005، أبرمت أباتشي سلسلة من الاتفاقات مع شركة إكسون موبيل نتجت عنها شراكات تشمل مجموعة واسعة من الحقول في كندا الغربية.
في أكتوبر 2005، باعت الشركة حصتها البالغة 55% من «ويست مدترينيان كنسيشن» في مصر لشركة هس مقابل 413 مليون دولار.
في أبريل 2006، اشترت الشركة حقولًا في خليج المكسيك من شركة بي بي.
في يونيو 2006، باعت الشركة حصصها في الصين لشركة آر أو سي الأسترالية مقابل 260 مليون دولار.
في عام 2007، وصل معدل إنتاج بئر تجريبي تابع لمشروع «فان خوخ» في خليج إكسماوث في أستراليا الغربية إلى 9،694 برميل في اليوم الواحد.
في فبراير 2010، شرع مشروع «فان خوخ» التابع للشركة في الإنتاج.
في مارس 2010، حكم قاض فيدرالي بشرعية قرار الشركة باستبعاد اقتراحٍ متعلق بحوكمة الشركات من اقتراعِ اجتماعها السنوي كان من شخص لم يثبت في الوقت المحدد أنه أحد حملة أسهم الشركة.
في يونيو 2010، اشترت الشركة أصولًا في خليج المكسيك من شركة دافون للطاقة مقابل 1.05 مليار دولار.
في يوليو 2010، اشترت الشركة أصولًا في تكساس وجنوب شرق نيومكسيكو وكندا الغربية ومصر من شركة بي بي مقابل 7 مليارات دولار.
في نوفمبر 2010، استحوذت أباتشي على شركة مارينر للطاقة في صفقة قدرها 2.7 مليار دولار.
في عام 2011، اكتشفت الشركة ثمانية آبار في حوض فاغور بمصر.
في يناير 2012، أباتشي تعلن شراءها لأصول في بحر الشمال من إكسون موبيل.
في مايو 2012، أعلنت أباتشي استحواذها على شركة «كورديليرا إنرجي بارتنرز» (Cordillera Energy Partners) مقابل 2.5 مليار دولار دفعت نقدًا و6.3 مليون سهمًا من الأسهم العادية. وأضافت هذه الحيازة حوالي 71 مليون مكافئ برميل نفط (430,000,000 غيغا جول) إلى احتياطات أباتشي وعزَّزت موقعها في أوكلاهوما الشمالية ومضيق تكساس.
في نوفمبر 2013، باعت الشركة ثُلثًا غير مسيطر من أصولها المصرية إلى شركة سينوبك الصينية.
في عام 2015، باعت الشركة أصولها في أستراليا الغربية مقابل 2.1 مليار دولار.
في عام 2016، باعت أباتشي أصولها في خط أنابيب «سيج» (SAGE Pipeline).
في عام 2017، باعت الشركة أصولها في كندا لشركة «موارد باراماونت» (Paramount Resources) مقابل 459.5 مليون دولار كندي.
في عام 2020، اعترفت أباتشي بأن اكتشافها المسمى «ألباين هاي» والذي حاولت بيعه بشتى السبل بعد أن ادعت أنه يحتوي على 3 ملايين برميل نفط و75 تريليون قدم مكعب من الغاز كان فشلًا ذريعًا. وكانت الشركة قد أنفت على مجموعة الحقول حوالي 3 مليارات دولار. وأعلن نائب رئيس قسم الاستكشاف العالمي ورئيس الجيولوجيين في الشركة، ستيفن كينان، استقالته عقب فشل المشروع.
في عام 2020، أزالت أباتشي أسهمها من بورصة نيويورك لتعتمد حصرًا على بورصة نازداك.

## مناطق الامتياز

### مصر
تعتبر شركة أباتشي من أكبر الشركات العاملة في مجال البترول في مصر حيث تعد صاحبة أكبر امتيازات بترولية في مصر، من حيث المساحة، حيث تمتد امتيازات الشركة على مساحة 11.2 مليون هكتار في 23 امتيازاً منفصلاً. منهم 19 امتياز منتج وثالث أكبر منتج على مستوى البلاد بالكامل في إنتاج الهيدروكربونات، وأكبر منتج في الصحراء الغربية كما تعد الشركة من أنشط الشركات حفراً للآبار في مصر. وتمثل مصر بالنسبة لأباتشي 21% من جملة إنتاج الشركة و14 % من جملة الاحتياطات.
تمتد مناطق امتياز الشركة في مناطق خالدة، وسمبتكو، والقصر، وكلابشة وخبري، وغيرها. وهذة المناطق تقع جميعها في جنوب مرسى مطروح. وتدير الشركة هذة المناطق من خلال إنشاء شركة خالدة للبترول مناصفة مع الهيئة المصرية العامة للبترول وفي مناطق بني سويف ووادي الريان وأكتوبر وبحرية وشرق بحرية وغيرها وهذه المناطق تدار من خلال شركة قارون للبترول. كما تشارك في حقل شمال شرق أبو الغراديق مع شِل مصر وذلك بعد شراء حصة موبيل.
| منطقة الإمتياز                                          | الشركة القائمة بالعمليات                                   | الشركة الموقعة للإتفاقية                                                                                 | التشريعات المنظمة       | التشريعات المنظمة | ملاحظات                           |
| منطقة الإمتياز                                          | الشركة القائمة بالعمليات                                   | الشركة الموقعة للإتفاقية                                                                                 | القانون                 | التعديلات أو القوانين التي حلت محله | ملاحظات                           |
| ------------------------------------------------------- | ---------------------------------------------------------- | --- | ----------------------- | --- | --------------------------------- |
| مناطق مندمجة بالصحراء الغربية                           | خالدة للبترول                                              | أباتشي خالدة كوربوريشن ال دي سي                                                                          | قانون رقم 157 لسنة 2021 | | مناطق مندمجة                      |
| شمال غرب الرزاق بالصحراء الغربية                        | خالدة للبترول                                              | أباتشي خالدة كوربوريشن ال دي سي                                                                          | قانون رقم 205 لسنة 2017 | | اندمجت بالقانون رقم 157 لسنة 2021 |
| جنوب علم الشاويش بالصحراء الغربية                       | خالدة للبترول                                              | أباتشي خالدة كوربوريشن ال دي سي                                                                          | قانون رقم 200 لسنة 2017 | | اندمجت بالقانون رقم 157 لسنة 2021 |
| غرب أبو زنيمة بخليج السويس                              | خالدة للبترول                                              | أباتشي خالدة كوربوريشن ال دي سي                                                                          | قانون رقم 92 لسنة 2013  | |                                   |
| شرق بدر الدين بالصحراء الغربية                          | خالدة للبترول                                              | أباتشي خالدة كوربوريشن ال دي سي                                                                          | قانون رقم 79 لسنة 2007  | | اندمجت بالقانون رقم 157 لسنة 2021 |
| شمال الديور بالصحراء الغربية                            | خالدة للبترول                                              | - أباتشي شمال الديور ومن بعدها - أباتشي خالدة كوربوريشن ال دي سي                                         | قانون رقم 148 لسنة 2005 | | اندمجت بالقانون رقم 157 لسنة 2021 |
| شوشان بالصحراء الغربية                                  | خالدة للبترول                                              | - أباتشي شوشان ومن بعدها - أباتشي خالدة كوربوريشن ال دي سي                                               | قانون رقم 24 لسنة 2005  | | اندمجت بالقانون رقم 157 لسنة 2021 |
| غرب كنايس بالصحراء الغربية                              | خالدة للبترول                                              | - أباتشي غرب كنايس ومن بعدها - أباتشي خالدة كوربوريشن ال دي سي                                           | قانون رقم 20 لسنة 2005  | - قانون رقم 121 لسنة 2014 - قانون رقم 167 لسنة 2019 | اندمجت بالقانون رقم 157 لسنة 2021 |
| غرب كلابشة بالصحراء الغربية                             | خالدة للبترول                                              | - أباتشي غرب كلابشة ومن بعدها - أباتشي خالدة كوربوريشن ال دي سي                                          | قانون رقم 19 لسنة 2005  | - قانون رقم 28 لسنة 2014 - قانون رقم 168 لسنة 2019 | اندمجت بالقانون رقم 157 لسنة 2021 |
| شمال طارق بالصحراء الغربية                              | خالدة للبترول                                              | - أباتشي شمال طارق ومن بعدها - أباتشي خالدة كوربوريشن ال دي سي                                           | قانون رقم 17 لسنة 2005  | | اندمجت بالقانون رقم 157 لسنة 2021 |
| سيوة بالصحراء الغربية                                   |                                                            | أباتشي خالدة كوربوريشن ال دي سي                                                                          | قانون رقم 148 لسنة 2004 | - قانون رقم 144 لسنة 2009 - قانون رقم 122 لسنة 2014 - قانون رقم 151 لسنة 2024                                                                          | بالإشتراك مع ثروة للبترول         |
| السلوم بالصحراء الغربية                                 |                                                            | أباتشي خالدة كوربوريشن ال دي سي                                                                          | قانون رقم 146 لسنة 2004 | قانون رقم 145 لسنة 2009 | بالإشتراك مع ثروة للبترول         |
| غرب غزالات بالصحراء الغربية                             |                                                            | أباتشي خالدة كوربوريشن ال دي سي                                                                          | قانون رقم 145 لسنة 2004 | قانون رقم 146 لسنة 2009 | بالإشتراك مع ثروة للبترول         |
| الديور بالصحراء الغربية                                 |                                                            | | قانون رقم 8 لسنة 1999   | | بالإشتراك مع: آي بي آر            |
| شمال رأس قطارة                                          |                                                            | | قانون رقم 16 لسنة 1998  | | بالإشتراك مع: آي بي آر            |
| شرق بني سويف                                            | خالدة للبترول                                              | - أباتشي فيوم كوربوريشن ال دي سي ومن بعدها - أباتشي خالدة كوربوريشن ال دي سي                             | قانون رقم 80 لسنة 1996  | - قانون رقم 164 لسنة 2005 - قانون رقم 131 لسنة 2010 | اندمجت بالقانون رقم 157 لسنة 2021 |
| غرب البحر الأبيض المتوسط (قطاع 1)                       | خالدة للبترول                                              | - أباتشي ميديترينيان كوربوريشن ال دي سي ومن بعدها - أباتشي خالدة كوربوريشن ال دي سي                      | قانون رقم 73 لسنة 1996  | قانون رقم 165 لسنة 2005 | اندمجت بالقانون رقم 157 لسنة 2021 |
| رأس الحكمة بالحصراء الغربية                             | خالدة للبترول                                              | - أباتشي مطروح كوربوريشن ال دي سي ومن بعدها - أباتشي خالدة كوربوريشن ال دي سي                            | قانون رقم 8 لسنة 1996   | |                                   |
| شرق البحرية بالصحراء الغربية                            | خالدة للبترول                                              | - أباتشي ايست بحرية كوربوريشن ال دي سي ومن بعدها - أباتشي خالدة كوربوريشن ال دي سي                       | قانون رقم 6 لسنة 1996   | - قانون رقم 170 لسنة 2005 - قانون رقم 155 لسنة 2009 - قانون رقم 155 لسنة 2018                                                                          | اندمجت بالقانون رقم 157 لسنة 2021 |
| قارون بالصحراء الغربية                                  | قارون للبترول ومن بعدها شركة خالدة للبترول                 | - أباتشي قارون كوربوريشن ال دي سي ومن بعدها - أباتشي خالدة كوربوريشن ال دي سي                            | قانون رقم 113 لسنة 1993 | قانون رقم 35 لسنة 1994 | اندمجت بالقانون رقم 157 لسنة 2021 |
| مطروح الأرضية (قطاع 4 ص.غ.) بالصحراء الغربية            | خالدة للبترول                                              | - أباتشي مطروح كوربوريشن ال دي سي ومن بعدها - أباتشي خالدة كوربوريشن ال دي سي                            | قانون رقم 7 لسنة 1989   | - قانون رقم 186 لسنة 1993 - قانون رقم 8 لسنة 2001 | اندمجت بالقانون رقم 157 لسنة 2021 |
| جنوب أم بركة البرية (منطقتي تنمية خبرى / سيزوس وكلابشة) | سمبتكو «جنوب أم بركة للبترول» ومن بعدها شركة خالدة للبترول | - أباتشي جنوب أم بركة كوربوريشن ال دي سي ومن بعدها - أباتشي خالدة كوربوريشن ال دي سي                     | قانون رقم 97 لسنة 1987  | قانون رقم 107 لسنة 2015 | اندمجت بالقانون رقم 157 لسنة 2021 |
| خالدة بالصحراء الغربية                                  | خالدة للبترول                                              | - أباتشي خالدة ومن بعدها - أباتشي خالدة كوربوريشن ال دي سي                                               | قانون رقم 9 لسنة 1981   | - قانون رقم 222 لسنة 1989 - قانون رقم 15 لسنة 1995 - قانون رقم 159 لسنة 2004 - قانون رقم 156 لسنة 2009 - قانون رقم 3 لسنة 2016                         | اندمجت بالقانون رقم 157 لسنة 2021 |
| بعض مناطق خليج السويس والصحراء الغربية ووادي النيل      | أبو غراديق ورزاق للبترول ومن بعدها شركة خالدة للبترول      | أباتشي خالدة كوربوريشن ال دي سي                                                                          | قانون رقم 15 لسنة 1976  | - قانون رقم 105 لسنة 1983 - قانون رقم 94 لسنة 1987 - قانون رقم 116 لسنة 1987 - قانون رقم 23 لسنة 1989 - قانون رقم 9 لسنة 1999 - قانون رقم 15 لسنة 2005 | اندمجت بالقانون رقم 157 لسنة 2021 |
| الصحراء الغربية                                         | أم بركة للبترول ومن بعدها شركة خالدة للبترول               | - أباتشي خالدة كوربوريشن ال دي سي ومن بعدها - أباتشي أم بركة ومن بعدها - أباتشي خالدة كوربوريشن ال دي سي | قانون رقم 155 لسنة 1963 | - قانون رقم 87 لسنة 2003 | اندمجت بالقانون رقم 157 لسنة 2021 |

## جدل

### تسرب النفايات السامة في 2013
في فاتح يونيو 2013، لوحظ كسرٌ في خط أنابيب تابع لأباتشي في شمال مقاطعة ألبرتا الكَندية ونتج عنه تسرب 60،000 برميل (9.5 مليون لتر) من النفايات السامة. وتعتبر هذه الحادثة إحدى أكبر الكوارث من هذا النوع في تاريخ أمريكا الشمالية الحديث.

### انفجار في خط أنابيب
في يونيو 2018، تسبب انفجارٌ في خطب أنابيبِ غازٍ طبيعي في مركز معالجة أباتشي الواقع على جزيرة فارانوس في أزمة الغاز في غرب أستراليا 2008. واضطرت الحكومة الأسترالية لاحقًا إلى إسقاط التهم التي رفعتها على أباتشي نتيجة لأسباب تقنية.

### محاولات للحد من اقتراحات حَمَلة الأسهم
في عام 2007، كتب رئيس أباتشي التنفيذي ستيفن فارس لهيئة الأوراق المالية والبورصات الأمريكية مطالبًا بالحد من اقتراحات حملة الأسهم غير المُلزِمة في اجتماعات الشركة السنوية.

## وصلات خارجية
الموقع الرسمي

- - بيانات النشاط التجاري لـ شركة أباتشي: مالية جوجل
  - ياهو! المالية
  - بلومبرج
  - رويترز
  -  إيداع هيئة الأوراق المالية والبورصات